# سپینته
سپینته (به ایتالیایی: Spinete) یک کومونه در ایتالیا است که در استان کامپوباسو واقع شده‌است. سپینته ۱۷٫۶ کیلومتر مربع مساحت و ۱٬۳۸۴ نفر جمعیت دارد و ۶۰۰ متر بالاتر از سطح دریا واقع شده‌است.